# تاوخا
تاوشاو (بالألمانية: Taucha) هي بلدة و بلدة ألمانية تقع في ألمانيا في ساكسونيا. يقدر عدد سكانها بـ 14,575 نسمة .

## أعلام
- فريدريك أدولف إيبرت
- هاري ميركل